# Hubert Barwahser
Hubert Barwahser, né le 28 septembre 1906 à Herzogenrath et mort le 29 avril 1985 à Dalfsen aux Pays-Bas, est un flûtiste et pédagogue allemand.

## Biographie
Hubert Barwahser commence très tôt à jouer de la flûte et travaille avec Emil Delling dans la branche d'Aix-la-Chapelle de la Hochschule für Musik und Tanz de Cologne. Il devient flûte flûte solo de l'Orchestre philharmonique de Hambourg, puis à l'Orchestre symphonique de la NDR à partir de 1936. Il est aussi nommé première flûte à l'Orchestre du Concertgebouw d'Amsterdam jusqu'en 1971. Il enseigne aussi dans plusieurs conservatoires des Pays-Bas.